# Cylindromyia morio
Cylindromyia morio là một loài ruồi trong họ Tachinidae.